# Digital bild
Digital bild är ett grafiskt objekt kodat i digital form. Det finns många olika typer av digitalt kodade bilder. Digitalt kodade bilder kan delas in i två stora huvudgrupper, vektoriserade bilder (vektorgrafik) eller punktuppbyggda bilder. Illustrationer gjorda i program som till exempel Adobe Illustrator är oftast av vektoriserad typ, medan bilder som är skapade/bearbetade i program som till exempel Adobe Photoshop alt. GIMP oftast är punktuppbyggda. Därefter kan punktuppbyggda bilder delas in i två undergrupper beroende på hur informationen i dem sparas. Bilder som sparas i bildformatet jpeg har en förstörande komprimering medan bilder som till exempel lagras som TIFF alt. PhotoShop Document (PSD) (Photoshop-filer) i de flesta fall behåller kvalitén när de sparas. De bägge undergrupperna kallas för förstörande komprimering resp. icke-förstörande komprimering. Därutöver är det möjligt att animera innehållet i vissa typer av filformat, till exempel GIF och SWF. I många fall går det att blanda mellan de olika formaten av digitala bilder vilket kan leda till förvirring och oklarheter om innehållet i respektive filformat.

## Lista över digitala bildformat

### Punktuppbyggda

#### Förstörande komprimering
- JPEG - filformatet använder sig av en kodning som delvis förstör innehållet i den ursprungliga bilden.

#### Icke-förstörande komprimering
- GIF - formatet tillåter endast användandet av en begränsad färgpalett, ej lämplig för fotografiska bilder.
- PNG - Portable Network Graphics, standardformatet för punktbaserade bilder på internet.
- XCF - Programmet Gimps format.
- PDN - Programmet Paint.NETs format. Har stöd för lager.
- PSD (Photoshop-filer) - kan spara bilder utan kvalitetsförluster.
- TIFF - kan använda sig av LZW-komprimering som är en icke-förstörande komprimeringsmetod.
- BMP - äldre format som ofta används/användes i Microsoft Paint (okomprimerat)

### Vektoriserade bilder
- SVG

### Blandformat
- EPS - kan innehålla både vektorbilder och punktbilder (även överlagrat i samma fil), eventuellt med JPEG-komprimering, som är en förstörande komprimeringsmetod.
- PSD - (Photoshop-filer) kan innehålla både vektorgrafik och punktuppbyggda bilder (även överlagrat i samma fil). Filformatet stödjer även semi-transparens, vilket i sin tur ökar komplexiteten för det grafiska innehållet.
- PDF - kan innehålla både vektorgrafik och punktuppbyggda bilder. Bilder i ett PDF dokument är JPEG.
- SWF - kan innehålla både vektorgrafik och punktuppbyggda bilder, och ofta någon form av animation med dessa element. Formatet kan även innehålla program som gör det möjligt att till exempel konstruera spel i detta format.